# 海上保安レポート
海上保安レポートとは、海上保安庁が発行している海上保安業務の実績と展望に関してとりまとめた報告書。
2001年（平成13年）から毎年海上保安の日である5月12日に発行。
2000年（平成12年）までは「海上保安の現況」などの名称で海上保安白書が刊行されていたが、
将来展望に関する記述を充実させるとともに、内容を平易にすることと方針を転換。
海上保安庁のイメージキャラクターうみまるを起用するなど親しみやすさを重視している。
この際、将来の事案について触れるのは「白書」の趣旨に反することから、「白書」ではなく「レポート」に改称された。
この措置にともない「海上保安レポート」は閣議案件ではなくなっている。